# Maria do Carmo Soares
Maria do Carmo Soares Mota, conhecida profissionalmente como Maria do Carmo Soares (Nilópolis, 17 de setembro de 1940) é uma atriz e professora de teatro brasileira.
Atriz de teatro, é uma das fundadoras do Grupo de Teatro Mambembe e em seu currículo, possui uma indicação de Melhor Atriz Coadjuvante na peça Maria Bonita no Reino Divino. Além dos palcos, também trabalhou como enfermeira, aposentando-se nesta profissão.

## Carreira

### Cinema
| Ano  | Título                   | Personagem       | Notas          |
| ---- | ------------------------ | ---------------- | -------------- |
| 1985 | A Hora da Estrela        | Maria do Carmo   |                |
| 2004 | O Sequestro              | Senhora no salão | Curta-metragem |
| 2012 | Bonitinha, mas Ordinária | Dona Ivete       |                |
| 2016 | Hospital da Memória      | Mulher           | Curta-metragem |
| 2018 | Viva: A Vida é uma Festa | Mama Inês (voz)  | Dublagem       |
| 2021 | A Sogra Perfeita         | Dona Lúcia       |                |
| 2024 | Ninguém Sai Vivo Daqui   | Aparecida        |                |

### Televisão
| Ano  | Título               | Personagem                           | Notas                           |
| ---- | -------------------- | ------------------------------------ | ------------------------------- |
| 1991 | O Cometa             | Helena                               |                                 |
| 2008 | O Louco dos Viadutos | Antônia                              |                                 |
| 2009 | João Miguel          | Eloá Lúcia                           |                                 |
| 2010 | Viver a Vida         | Dona Cândida                         |                                 |
| 2011 | Aline                | Avó                                  | Episódio: "Aline Rifada"        |
| 2012 | O Brado Retumbante   | Julieta Ventura                      |                                 |
| 2013 | Família Imperial     | Drª Maria Amélia / Rainha D. Maria I |                                 |
| 2013 | A Mulher do Prefeito | Dona Eulália                         |                                 |
| 2018 | Terrores Urbanos     | Zezé                                 | Episódio: "A Loira do Banheiro" |
| 2019 | O Escolhido          | Laura                                |                                 |
| 2019 | Bugados              | Dulcineia                            | Episódio: "O Bug do Azar"       |
| 2021 | Colônia              | Aparecida                            | Episódio: "O Hospício Colônia"  |
| 2024 | Ponto Final          | Ivonete                              | 4 episódios                     |

## Teatro
| Ano     | Título                                 |
| ------- | -------------------------------------- |
| 1978    | Farsa de Inês Pereira                  |
| 1980    | Foi Bom, meu bem?                      |
| 1981    | Cala Boca já Morreu                    |
| 1984    | Papai & Mamãe - Conversando sobre Sexo |
| 1984    | Minha Nossa!                           |
| 1986-87 | Divinas Palavras                       |
| 1988    | Lampião e Maria Bonita no Reino Divino |
| 1989    | O Concílio do Amor                     |
| 1994    | Para Tão Longo Amor                    |
| 2001    | Gota d'Água                            |
| 2005    | Madame de Sade                         |
| 2006    | Esperando Godot                        |
| 2006    | Leonce e Lena                          |
| 2006    | A Louca de Chaillot                    |
| 2007    | Tieta do Agreste - O Musical           |
| 2009    | Vestido de Noiva                       |
| 2011    | A Crônica da Casa Assassinada''        |
| 2012    | Elas Não Gostam de Apanhar             |
| 2015    | A Mandrágora                           |
| 2018    | O Mal-Entendido                        |
| 2019    | Quando Ismália Enlouqueceu             |
| 2021    | Senhora no Jardim                      |
| 2022    | E o CÉO uniu dois corações             |

Também participou das peças A Vida É Sonho  e Fausto Zero. 